# Технологический институт Британской Колумбии
British Columbia Institute of Technology (ВСІТ) — это самый большой политехнический институт Канады. Институт объединяет 5 корпусов, которые размещены в пределах Ванкувера. Кроме образовательных программ, институт выполняет и исследовательские функции, участвует в разработках для промышленности Канады. Студенты BCIT имеют возможность закрепить полученные теоретические знания во время практики на территории института.
На территории института действует современный Аэрокосмический Технологический Корпус с 20 учебными самолетами (включая Боинг 737) и диспетчерской башней для практики диспетчеров аэропорта. В одном из корпусов есть полностью оборудованные радио- и телевизионные студии, лаборатория по производству робототехники, центр подготовки морских инженеров, интерактивный симулятор пожаров для будущих пожарников. Технологический центр BCIT занимается высокотехнологическими исследованиями и разработками.